# Mord (film)
Mord je český film a celovečerní režijní debut Adama Martince z roku 2024.

## Příběh a děj
Filmem režisér-scenárista přinesl studii české povahy. Dle režiséra je film o různých formách a nebezpečích samoty, o tom, že ne každý rozhovor je veden správnými slovy, jak málo si lidé skutečně naslouchají. Také o tom, jak málo se oceňují za to, že za sebou stojí. Děj probíhá kdesi na Osoblažsku, kde se setkává celá rodina ke každoroční tradici – k zabijačce. Nicméně tentokrát je vše jinak, než obvykle.
Příběh provází břitký humor a niterné vykreslení postav, což dle karlovarského festivalu, kde film soutěžil, připomíná přední díla československé nové vlny.

## Obsazení
Vedle otce Adama Martince hráli ve filmu i další neherci, kromě toho také herci Aleš Bílík nebo Albert Čuba.

## Výroba

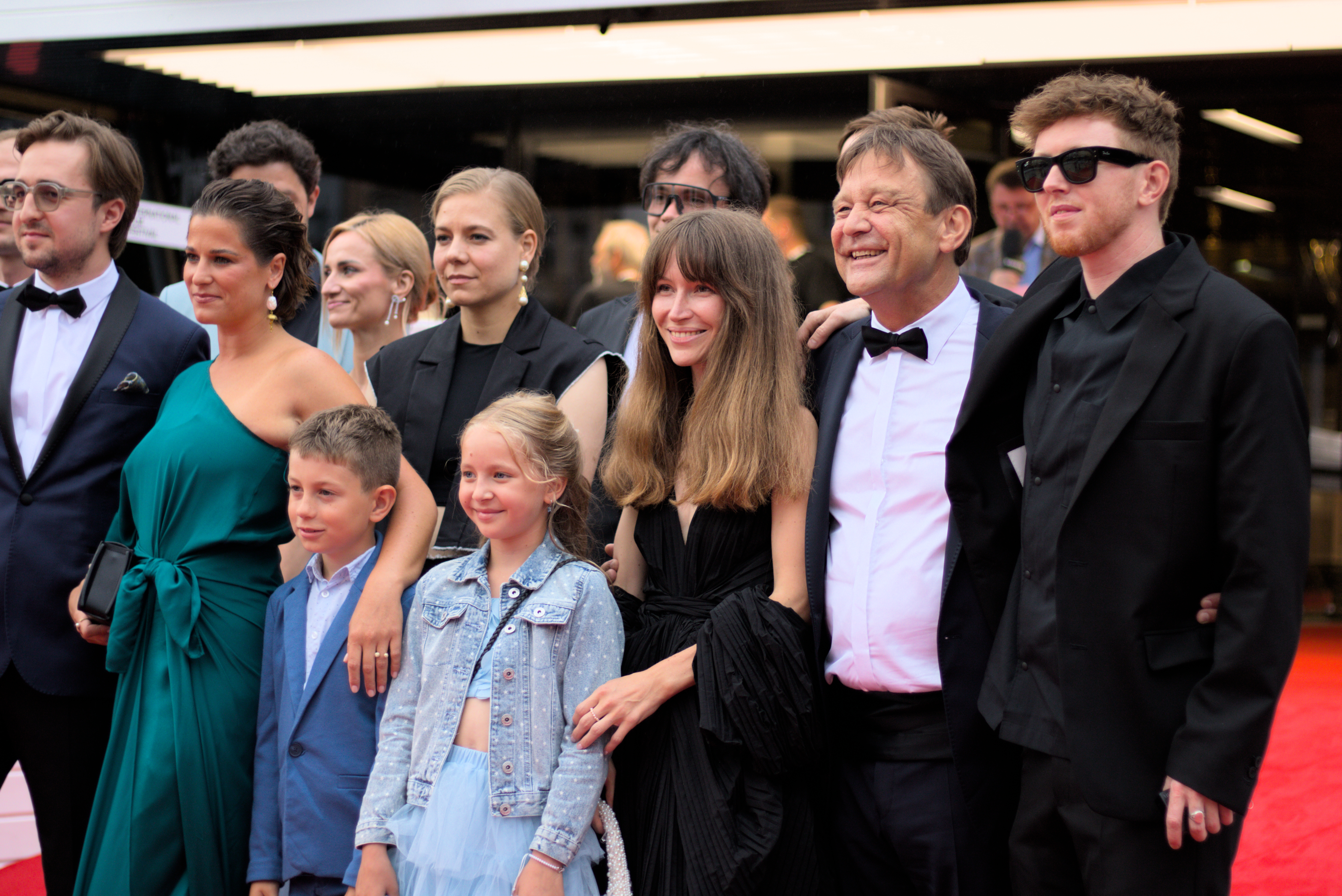
Delegace filmu na 58. Mezinárodní filmový festival Karlovy Vary

Film začal Adam Martinec připravovat inspirován svým dětstvím a dospíváním na severu Moravy. Dle vlastního scénáře svoji celovečerní režijní prvotinu sám režíroval. Natáčelo se v Krnově, kde se režisér narodil. Příběh obsadil herci i neherci, například svým otcem nebo svými skutečnými sousedy. Naopak zabijačka (ústřední téma filmu) během natáčení vlastně neproběhla. Byla v rámci ochrany zvířete před stresem simulována za pomocí kusů masa z masny. Film koprodukovala Česká televize.

## Premiéra a vydání
Film byl uveden v rámci karlovarského festivalu v červenci 2024. Do kin bude uveden 8. srpna 2024.